# Torneo Clausura 2013 (México)
El Torneo Clausura 2013 fue la edición LXXXIX del campeonato de liga de la Primera División del fútbol mexicano; se trató del 34.º torneo corto, luego del cambio en el formato de competencia, con el que se cerró la temporada 2012-13. En este torneo descendió Querétaro FC, quien ocupó el último lugar de la Tabla de Cocientes. El campeón anterior, Tijuana, no pudo defender su título conseguido en el Torneo Apertura 2012, al no haber calificado a la fase final.
La final se llevó a cabo en el estadio Azteca con una serie más (la tercera en finales, luego de la de 1971-72 y 1988-89) del Clásico Joven entre América y Cruz Azul, en un duelo donde las Águilas, con un jugador menos desde el minuto 14, rescataron el empate y la remontada en los últimos 5 minutos del partido de vuelta. Después de enfrentarse en tiempo extra, todo se definió en penales resultando el América campeón, logrando así su 11.º título de liga y el Cruz Azul termina así su novena final perdida en la historia. 
El partido de vuelta en el Azteca, en el que América se llevó el título, ha sido el partido más visto en la historia del fútbol mexicano dentro de los torneos de liga. El duelo marcó la pauta en el fútbol nacional en lo que se refiere a audiencia tras las expectativas generadas a lo largo de la semana por dos de los equipos más populares en México. Fueron 41 puntos de índice de audiencia los que marcó el duelo que fue transmitido por Televisa, cifra que marca un récord en la Liga mexicana, pues ninguna de las finales anteriormente disputadas se había acercado a ese registro. La Final que Pumas y Chivas disputaron en el Clausura 2004, tenía el índice de audiencia más alto hasta entonces. En aquella ocasión el partido se jugó en C.U. en domingo a las 12 del día y alcanzó los 36 puntos. 
De hecho, el cotejo entre América y Cruz Azul que se decidió en tanda de penales solo es superado por dos encuentros de la Selección Mexicana. El primero de ellos en la Final de la Copa Confederaciones 1999 ante Brasil que llegó a marcar 43 puntos de audiencia, mientras que el duelo del mundial de Sudáfrica 2010 ante Argentina por los Octavos de final marcó 42.23 puntos.

## Sistema de competición
El torneo de la Liga MX, está conformado en dos partes:
- Fase de calificación: que se integra por las 17 jornadas del torneo.
- Fase final: que se integra por los partidos de cuartos de final, semifinal y final.

### Fase de calificación
En la fase de calificación se observará el sistema de puntos. La ubicación en la tabla general está sujeta a lo siguiente:
- Por juego ganado se obtendrán tres puntos.
- Por juego empatado se obtendrá un punto.
- Por juego perdido no se otorgan puntos.

En esta fase participan los 18 clubes de la Liga MX jugando en cada torneo todos contra todos durante las 17 jornadas respectivas, a un solo partido.
El orden de los clubes al final de la fase de calificación del Torneo corresponderá a la suma de los puntos obtenidos por cada uno de ellos y se presentará en forma descendente. Si al finalizar las 17 jornadas del Torneo, dos o más clubes estuviesen empatados en puntos, su posición en la Tabla general será determinada atendiendo a los siguientes criterios de desempate:
1. Mejor diferencia entre los goles anotados y recibidos.
2. Mayor número de goles anotados.
3. Marcadores particulares entre los Clubes empatados.
4. Mayor número de goles anotados como visitante.
5. Mejor ubicado en la Tabla general de cociente
6. Tabla Fair Play
7. Sorteo.

Para determinar los lugares que ocuparán los clubes que participen en la fase final del torneo se tomará como base la Tabla general de clasificación.
Participan automáticamente por el título de Campeón de la Liga MX los 8 primeros clubes de la Tabla general de clasificación al término de las 17 jornadas.

### Fase final
Los ocho clubes calificados para esta fase del torneo serán reubicados de acuerdo con el lugar que ocupen en la Tabla general al término de la jornada 17, con el puesto del número uno al club mejor clasificado, y así hasta el # 8. Los partidos a esta Fase se desarrollarán a visita, en las siguientes etapas:
- Cuartos de final
- Semifinales
- Final

Los clubes vencedores en los partidos de cuartos de final y semifinal serán aquellos que en los dos juegos anoten el mayor número de goles. De existir empate en el número de goles anotados, la posición se definirá a favor del club con mayor cantidad de goles a favor cuando actúe como visitante.
Si una vez aplicado el criterio anterior los clubes siguieran empatados, se observará la posición de los clubes en la tabla general de clasificación.
Los partidos correspondientes a la Fase final se jugarán obligatoriamente los días miércoles y sábado, y jueves y domingo eligiendo, en su caso, exclusivamente en forma descendente, los cuatro Clubes mejor clasificados en la Tabla general al término de la jornada 17, el día y horario de su partido como local. Los siguientes cuatro Clubes podrán elegir únicamente el horario.
El Club vencedor de la Final y por lo tanto Campeón, será aquel que en los dos partidos anote el mayor número de goles. Si al término del tiempo reglamentario el partido está empatado, se agregarán dos tiempos extras de 15 minutos cada uno. De persistir el empate en estos periodos, se procederá a lanzar tiros penales hasta que resulte un vencedor.
Los partidos de Cuartos de final se jugarán de la siguiente manera:
1.º vs 8.º

2.º vs 7.º

3.º vs 6.º

4.º vs 5.º
En las semifinales participarán los cuatro clubes vencedores de cuartos de final, reubicándolos del uno al cuatro, de acuerdo a su mejor posición en la Tabla general de clasificación al término de la jornada 17 del torneo correspondiente, enfrentándose:
1.º vs 4.º

2.º vs 3.º
Disputarán el título de Campeón del Torneo Clausura 2013, los dos clubes vencedores de la fase semifinal correspondiente, reubicándolos del uno al dos, de acuerdo a su mejor posición en la Tabla general de clasificación al término de la jornada 17 de cada torneo.

## Equipos por Entidad Federativa
Para esta temporada 2012-13, la entidad federativa de la República Mexicana con más equipos profesionales en la Primera División es el Distrito Federal con tres equipos.
| Santos Pachuca Monterrey Tigres Morelia Atlas Guadalajara San Luis Querétaro Tijuana Puebla Toluca América Cruz Azul UNAM Jaguares Atlante León | \| Entidad Federativa \| N.º \| Equipos \| \| ------------------ \| --- \| ------------------------- \| \| Distrito Federal \| 3 \| América, Cruz Azul y UNAM \| \| Jalisco \| 2 \| Atlas y Guadalajara \| \| Nuevo León \| 2 \| Monterrey y Tigres \| \| Baja California \| 1 \| Tijuana \| \| Chiapas \| 1 \| Jaguares \| \| Coahuila \| 1 \| Santos \| \| Estado de México \| 1 \| Toluca \| \| Guanajuato \| 1 \| León \| \| Hidalgo \| 1 \| Pachuca \| \| Michoacán \| 1 \| Morelia \| \| San Luis Potosí \| 1 \| San Luis \| \| Puebla \| 1 \| Puebla \| \| Querétaro \| 1 \| Querétaro \| \| Quintana Roo \| 1 \| Atlante \| |                           |
| Entidad Federativa | N.º | Equipos                   |
| Distrito Federal | 3 | América, Cruz Azul y UNAM |
| Jalisco | 2 | Atlas y Guadalajara       |
| Nuevo León | 2 | Monterrey y Tigres        |
| Baja California | 1 | Tijuana                   |
| Chiapas | 1 | Jaguares                  |
| Coahuila | 1 | Santos                    |
| Estado de México | 1 | Toluca                    |
| Guanajuato | 1 | León                      |
| Hidalgo | 1 | Pachuca                   |
| Michoacán | 1 | Morelia                   |
| San Luis Potosí | 1 | San Luis                  |
| Puebla | 1 | Puebla                    |
| Querétaro | 1 | Querétaro                 |
| Quintana Roo | 1 | Atlante                   |

## Información de los equipos
| Equipo      | Entrenador             | Estadio                      | Ciudad                           | Patrocinador          | Kit          |
| ----------- | ---------------------- | ---------------------------- | -------------------------------- | --------------------- | ------------ |
| América     | Miguel Herrera         | Azteca                       | México, D. F.                    | Bimbo                 | Nike         |
| Atlante     | Daniel Guzmán          | Olímpico Andrés Quintana Roo | Cancún, Quintana Roo             | Cancún                | Kappa        |
| Atlas       | Tomás Boy              | Jalisco                      | Guadalajara, Jalisco             | Casas Javer           | Nike         |
| Cruz Azul   | Guillermo Vázquez Jr.  | Azul                         | México, D. F.                    | Cemento Cruz Azul     | Umbro        |
| Guadalajara | Benjamín Galindo       | Omnilife                     | Guadalajara, Jalisco             | Bimbo                 | Adidas       |
| Jaguares    | José Guadalupe Cruz    | Víctor Manuel Reyna          | Tuxtla Gutiérrez, Chiapas        | Pascual Boing         | Joma         |
| León        | Gustavo Matosas        | Nou Camp León                | León, Guanajuato                 | Caja Popular Mexicana | Pirma        |
| Monterrey   | Víctor Manuel Vucetich | Tecnológico                  | Monterrey, Nuevo León            | Bimbo                 | Nike         |
| Morelia     | Carlos Bustos          | Morelos                      | Morelia, Michoacán               | Bridgestone           | Nike         |
| Pachuca     | Gabriel Caballero      | Hidalgo                      | Pachuca, Hidalgo                 | Gamesa                | Nike         |
| Puebla      | Manuel Lapuente        | Cuauhtémoc                   | Puebla, Puebla                   | Volkswagen            | Pirma        |
| Querétaro   | Ignacio Ambriz         | Corregidora                  | Querétaro, Querétaro             | Pascual Boing         | Pirma        |
| San Luis    | Gerardo Silva          | Alfonso Lastras Ramírez      | San Luis Potosí, San Luis Potosí | Caja Popular Mexicana | Pirma        |
| Santos      | Pedro Caixinha         | Corona                       | Torreón, Coahuila                | Soriana               | Puma         |
| Tigres      | Ricardo Ferretti       | Universitario                | Monterrey, Nuevo León            | Cemex                 | Adidas       |
| Tijuana     | Antonio Mohamed        | Caliente                     | Tijuana, Baja California         | Caliente              | Nike         |
| Toluca      | Enrique Meza           | Nemesio Díez                 | Toluca, Estado de México         | Banamex               | Under Armour |
| UNAM        | Antonio Torres Servín  | Olímpico Universitario       | México, D. F.                    | Banamex               | Puma         |

### Cambios de entrenadores
| Equipo       | Entrenador (jornadas)                                                    |
| ------------ | ------------------------------------------------------------------------ |
| Atlante      | Ricardo La Volpe (1-4) Daniel Guzmán (5-17)                              |
| Querétaro    | Sergio Bueno (1-5) Ignacio Ambriz (6-17)                                 |
| San Luis F.C | Eduardo Fentanes (1-7) Carlos María Morales (8-11) Gerardo Silva (12-17) |
| Monarcas     | Rubén Omar Romano (1-7) Carlos Bustos (8-17)                             |

## Estadios
|                                                                                          |                                                                                     |                                                                                       |
|                                                                                          |                                                                                     |                                                                                       |
| Estadio Azteca Ciudad: México Capacidad: 103 000 Club: América                           | Estadio Olímpico Universitario Ciudad: México Capacidad: 63.186 Club: UNAM          | Estadio Jalisco Ciudad: Guadalajara Capacidad: 56.713 Club: Atlas                     |
|                                                                                          |                                                                                     |                                                                                       |
| Estadio Omnilife Ciudad: Guadalajara Capacidad: 49,850 Club: Guadalajara                 | Estadio Cuauhtémoc Ciudad: Puebla Capacidad: 42.648 Club: Puebla                    | Estadio Universitario Ciudad: Monterrey Capacidad: 42.000 Club: Tigres                |
|                                                                                          |                                                                                     |                                                                                       |
| Estadio Morelos Ciudad: Morelia Capacidad: 41.056 Club: Monarcas Morelia                 | Estadio Corregidora Ciudad: Querétaro Capacidad: 38.575 Club: Querétaro             | Estadio Tecnológico Ciudad: Monterrey Capacidad: 36.485 Club: Monterrey               |
|                                                                                          |                                                                                     |                                                                                       |
| Estadio Azul Ciudad: Ciudad de México Capacidad: 35.161 Club: Cruz Azul                  | Estadio León Ciudad: León Capacidad: 33.943 Club: León                              | Estadio Víctor Manuel Reyna Ciudad: Tuxtla Gutiérrez Capacidad: 30.222 Club: Jaguares |
|                                                                                          |                                                                                     |                                                                                       |
| Estadio Hidalgo Ciudad: Pachuca Capacidad: 30,024 Club: Pachuca                          | Estadio TSM Corona Ciudad: Torreón Capacidad: 30.000 Club: Santos                   | Estadio Nemesio Díez Ciudad: Toluca Capacidad: 27,000 Club: Toluca                    |
|                                                                                          |                                                                                     |                                                                                       |
| Estadio Alfonso Lastras Ramírez Ciudad: San Luis Potosí Capacidad: 24.000 Club: San Luis | Estadio Olímpico Andrés Quintana Roo Ciudad: Cancún Capacidad: 20,000 Club: Atlante | Estadio Caliente Ciudad: Tijuana Capacidad: 16,000 Club: Tijuana                      |

## Altas y bajas
| América | América |
| ------- | --- |
| Altas:  | Osvaldo Martínez (Club de Fútbol Atlante) Narciso Mina (Barcelona Sporting Club) Francisco Javier Rodríguez (VfB Stuttgart) |
| Bajas:  | Jorge Reyes (Tiburones Rojos de Veracruz) Patricio Treviño (Pendiente) Daniel Acosta (Mérida FC) Erik Pimentel (Club de Fútbol Atlante) José María Cárdenas (Monarcas Morelia) Pedro García (Mérida FC) Rosinei (Atlético Mineiro) Daniel Montenegro (Club Atlético Independiente) |

| Atlante | Atlante |
| ------- | --- |
| Altas:  | Diego Ordaz (San Luis Fútbol Club) José Antonio Castro (San Luis Fútbol Club) Diego Jiménez (Estudiantes Tecos) Erik Pimentel (Club América) David Quiroz (Liga de Quito) Alberto García (Querétaro Fútbol Club) Isaac Acuña (Club América) Joaquín Larrivey (Cagliari Calcio) |
| Bajas:  | Antonio Pérez (Querétaro Fútbol Club) Alejandro Arredondo (Leones Negros de la U de G) Ricardo Jiménez (San Luis Fútbol Club) Alfonso Luna (Pendiente) Jorge Guagua (Deportivo Quito) Osvaldo Martínez (Club América) Ignacio Torres (Mérida FC) Raymundo Torres (Mérida FC)   |

| Atlas  | Atlas |
| ------ | --- |
| Altas: | Jesús Arturo Paganoni (Deportivo Toluca) Isaac Brizuela (Deportivo Toluca) Rodrigo Millar (Colo-Colo) Oscar Razo (Monarcas Morelia) José Luis Chávez (Club Blooming) Edson Rivera (Sporting Clube Braga) Omar Bravo (Cruz Azul) |
| Bajas: | Hugo Isaác Rodríguez (Tigres de la UANL) Christian Sánchez (Estudiantes Tecos) Néstor Vidrio (Pachuca Club de Fútbol) Luis Tellez (Leones Negros de la U de G) Luis Bolaños (Leones Negros de la U de G) Luis Alonso Sandoval (Pendiente) Alfredo Sánchez (Pendiente) Sergio Santana (Monarcas Morelia) Héctor Mancilla (Monarcas Morelia) Flavio Santos (Deportivo Toluca) |

| Cruz Azul | Cruz Azul |
| --------- | --- |
| Altas:    | Teófilo Gutiérrez (Junior de Barranquilla) Nicolás Bertolo (Unione Sportiva Palermo) |
| Bajas:    | Adrián Cortés (Club Deportivo Guadalajara) Fausto Pinto (Deportivo Toluca) Maranhão (Pendiente) Marco Angulo (Cruz Azul Hidalgo) Martín Galván (Cruz Azul Hidalgo) Omar Bravo (Atlas de Guadalajara) Héctor Acevedo (Cruz Azul Hidalgo) |

| Guadalajara | Guadalajara |
| ----------- | --- |
| Altas:      | Sergio Pérez (Club de Fútbol Monterrey) Adrián Cortés (Cruz Azul) Miguel Sabah (Monarcas Morelia) |
| Bajas:      | Omar Arellano Riverón (Club de Fútbol Monterrey) Liborio Vicente Sánchez (Querétaro Fútbol Club) José Antonio Rodríguez (Chivas USA) Diego Martínez (Querétaro Fútbol Club) Christian Pérez (Querétaro Fútbol Club) Antonio Gallardo (Querétaro Fútbol Club) Julio Nava (Querétaro Fútbol Club) Mario de Luna (Chivas USA) Giovanni Casillas (Chivas USA) Michel Vázquez (Pumas Morelos) Jesús Padilla (Reboceros de La Piedad) |

| Jaguares | Jaguares |
| -------- | --- |
| Altas:   | Francisco Dórame (Neza F.C.) David Toledo (Tigres de la UANL) Jorge Kalú Gastelum (Puebla Fútbol Club)                                                                                 |
| Bajas:   | Jesús Castillo (Pumas Morelos) Yasser Corona (San Luis Fútbol Club) Alan Zamora (San Luis Fútbol Club) Luis Miguel Noriega (Puebla Fútbol Club) Antonio Salazar (Altamira Fútbol Club) |

| León   | León |
| ------ | --- |
| Altas: | Rafael Márquez (New York Red Bulls) Nery Castillo (Club de Fútbol Pachuca) Jorge Zataraín (Club Necaxa) Yovanny Arrechea (Changchun Yatai)   |
| Bajas: | Javier Muñoz Mustafa (San Luis Fútbol Club) Julio Ceja (Club Deportivo Estudiantes Tecos) Saúl Villalobos (Club Deportivo Estudiantes Tecos) |

| Monterrey | Monterrey |
| --------- | --- |
| Altas:    | Leobardo López (Club de Fútbol Pachuca) Omar Arellano Riverón (Club Deportivo Guadalajara)                                                                        |
| Bajas:    | Sergio Pérez (Club Deportivo Guadalajara) Alejandro Molina (Correcaminos de la UAT) Angel Reyna (Club de Fútbol Pachuca) Abraham Carreño (Club de Fútbol Pachuca) |

| Morelia | Morelia |
| ------- | --- |
| Altas:  | José Maria Cárdenas (Club América) Fernando Morales (UNAM) Héctor Mancilla (Atlas de Guadalajara) Sergio Santana (Atlas de Guadalajara) |
| Bajas:  | Oscar Razo (Atlas de Guadalajara) Miguel Sabah (Club Deportivo Guadalajara)                                                             |

| Pachuca | Pachuca |
| ------- | --- |
| Altas:  | Néstor Vidrio (Atlas de Guadalajara) Fernando Navarro (Tigres de la UANL) Jaime Correa (San Luis Fútbol Club) Christian Marrugo (Deportes Tolima) Aviles Hurtado (Atlético Nacional de Medellín) Christian Suárez (Club Santos Laguna) Daniel Ludueña (Club Santos Laguna) Abraham Carreño (Club de Fútbol Monterrey) |
| Bajas:  | Leobardo López (Club de Fútbol Monterrey) Luis Sánchez (Club Deportivo Estudiantes Tecos) Raúl Tamudo (Real Oviedo) Miguel Velázquez (Club Deportivo Estudiantes Tecos) Segundo Castillo (Puebla Fútbol Club) Félix Borja (Puebla Fútbol Club) Alberto Medina (Puebla Fútbol Club) Nery Castillo (Club León) Néstor Calderón (Club Santos Laguna) Mauro Cejas (Club Santos Laguna) José Francisco Torres (Tigres de la UANL) |

| Puebla | Puebla |
| ------ | --- |
| Altas: | Guillermo Iriarte (Lobos BUAP) Jonathan Lacerda (Club Necaxa) Michael Orozco (San Luis Fútbol Club) William Paredes (San Luis Fútbol Club) Emmanuel Cerda (San Luis Fútbol Club) Luis Miguel Noriega (Jaguares de Chiapas) Alberto Medina (Club de Fútbol Pachuca) Félix Borja (Club de Fútbol Pachuca) Segundo Castillo (Club de Fútbol Pachuca)                                                                                   |
| Bajas: | Francisco Pizano (Leones Negros de la U de G) Aldo Polo (Correcaminos de la UAT) Mario Ortiz (San Luis Fútbol Club) Orlando Rincón (San Luis Fútbol Club) Herminio Miranda (Pendiente) Jorge Kalú Gastelum (Jaguares de Chiapas) Hiber Ruíz (Pendiente) Edison Toloza (Pendiente) Matias Abelairas (Pendiente) Jair García (Mérida Fútbol Club) Bernardo Sainz (Pumas Morelos) Kevin Zapata (Pendiente) Roberto Esparza (Pendiente) |

| Querétaro | Querétaro |
| --------- | --- |
| Altas:    | Antonio Pérez (Club Atlante) Liborio Sánchez (Club Deportivo Guadalajara) Maximiliano Arias (Liverpool de Montevideo) Diego Cervantes (Libre) José Amador (Libre) Diego Martínez (Libre) Manuel Pérez (Libre) David Izazola (UNAM) Antonio Gallardo (Club Deportivo Guadalajara) Mario Osuna (Dorados de Sinaloa) Juan Carlos Mariño (Club Sporting Cristal) Pablo Gabas (Liga Deportiva Alajuelense) Edson Omar Vásquez (Millionarios Fútbol Club) Wilberto Cosme (Millionarios Fútbol Club) Julio Nava (Club Deportivo Guadalajara) |
| Bajas:    | Juan Castillo (Pendiente) Efraín Cortés (Club Nacional de Football) Daniel Valdez (Lobos BUAP) Leonel Olmedo (Club Deportivo Irapuato) Marvin Piñón (Altamira Fútbol Club) Diego Guastavino (Pendiente) Diego Vera (Pendiente) Carlos Bueno (Millionarios Fútbol Club) Armando Pulido (Correcaminos de la UAT) Alberto García (Club Atlante) |

| San Luis | San Luis |
| -------- | --- |
| Altas:   | Javier Muñoz Mustafá (Club León) Omar Esparza (Club Deportivo Guadalajara) Mario Mendez (Club Deportivo Irapuato) Álvaro Ortiz (Lobos BUAP) Ricardo Jiménez (Club Atlante) Jherson Córdoba (Atlético Nacional de Medellín) Yasser Corona (Jaguares de Chiapas) Alan Zamora (Jaguares de Chiapas) Francisco Acuña (Tigres de la UANL) Mario Ortiz (Puebla Fútbol Club) Juan Cuevas (Club de Gimnasia y Esgrima La Plata) Mauro Matos (Club Atlético All Boys)          |
| Bajas:   | Carlos Trejo (Pendiente) Andrés Cadavid (Pendiente) Michael Orozco (Puebla Fútbol Club) William Paredes (Puebla Fútbol Club) César Saldivar (Dorados de Sinaloa) José Antonio Castro (Club Atlante) Diego Ordaz (Club Atlante) Everton Guimarães (Pendiente) Jaime Correa (Club de Fútbol Pachuca) Juan Carlos Silva (Club Deportivo Irapuato) Noe Maya (Club Tijuana) Sebastián Fernández (Pendiente) Wilmer Aguirre (Pendiente) Emmanuel Cerda (Puebla Fútbol Club) |

| Santos | Santos |
| ------ | --- |
| Altas: | Néstor Calderón (Club de Fútbol Pachuca) Mauro Cejas (Club de Fútbol Pachuca) Andrés Rentería (Club Alianza Petrolera) |
| Bajas: | Daniel Ludueña (Club de Fútbol Pachuca) Christian Suárez (Club de Fútbol Pachuca) Miguel Becerra (Pendiente) Alejandro Martínez Rodríguez (Pendiente) Daniel Guzmán Jr. (Leones Negros de la U de G) Alonso Escoboza (Club Necaxa) |

| Tigres | Tigres |
| ------ | --- |
| Altas: | Hugo Isaác Rodríguez (Atlas de Guadalajara) Emmanuel Villa (UNAM) José Francisco Torres (Club de Fútbol Pachuca) Danilinho (Atlético Mineiro) |
| Bajas: | Austin Guerrero (Chicago Fire) Fernando Navarro (Club de Fútbol Pachuca) Abraham Stringel (Pendiente) Eder Borelli (Correcaminos de la UAT) Jonathan Bornstein (Pendiente) Francisco Acuña (San Luis Fútbol Club) David Toledo (Jaguares de Chiapas) Edno Cunha (Pendiente) |

| Tijuana | Tijuana                                                           |
| ------- | ----------------------------------------------------------------- |
| Altas:  | Noe Maya (San Luis Fútbol Club) Daniel Omar Márquez (Club Necaxa) |
| Bajas:  | Adolfo Domínguez (Dorados de Sinaloa)                             |

| Toluca | Toluca |
| ------ | --- |
| Altas: | Fausto Pinto (Cruz Azul) Diego de la Torre (Querétaro Fútbol Club) Xavier Báez (Club Deportivo Guadalajara) Flavio Santos (Atlas de Guadalajara) |
| Bajas: | Jesús Arturo Paganoni (Atlas de Guadalajara) Isaac Brizuela (Atlas de Guadalajara)                                                               |

| UNAM   | UNAM |
| ------ | --- |
| Altas: | Ignacio González (Neza F.C.) Robin Ramírez (Deportes Tolima)                                                     |
| Bajas: | Fernando Morales (Monarcas Morelia) Fernando Santana (Reboceros de La Piedad) Emmanuel Villa (Tigres de la UANL) |

## Torneo Regular
- Los horarios son correspondientes al Tiempo del Centro de México (UTC-6 y UTC-5 en horario de verano).[4]

| Local       | Resultado | Visitante | Estadio                 | Fecha            | Canal TV   |
| Morelia     | 3:3 (2:2) | Cruz Azul | Morelos                 | 4 de enero 19:30 | TV Azteca  |
| América     | 2:1 (0:1) | Monterrey | Azteca                  | 5 de enero 17:00 | Televisa   |
| Pachuca     | 2:0 (2:0) | Atlante   | Hidalgo                 | 5 de enero 19:00 | TV Azteca  |
| Tigres      | 3:0 (3:0) | Jaguares  | Universitario           | 5 de enero 19:00 | Televisa   |
| León        | 2:2 (1:1) | Querétaro | León                    | 5 de enero 20:00 | Fox Sports |
| San Luis    | 1:1 (0:1) | Santos    | Alfonso Lastras Ramírez | 5 de enero 21:00 | Televisa   |
| UNAM        | 1:1 (1:0) | Atlas     | Olímpico Universitario  | 6 de enero 12:00 | Televisa   |
| Puebla      | 1:2 (1:2) | Tijuana   | Cuauhtémoc              | 6 de enero 16:00 | TV Azteca  |
| Guadalajara | 1:1 (0:0) | Toluca    | Omnilife                | 6 de enero 17:00 | Televisa   |

| Local     | Resultado | Visitante   | Estadio                      | Fecha                   | Canal TV  |
| Jaguares  | 0:2 (0:2) | América     | Víctor Manuel Reyna          | 11 de enero 19:30       | TV Azteca |
| Santos    | 2:0 (2:0) | Guadalajara | TSM Corona                   | 11 de enero 21:30       | TV Azteca |
| Querétaro | 2:1 (2:1) | UNAM        | Corregidora                  | 12 de enero 17:00       | Televisa  |
| Cruz Azul | 2:1 (0:0) | San Luis    | Azul                         | 12 de enero 17:00       | TV Azteca |
| Tijuana   | 1:0 (1:0) | León        | Caliente                     | 12 de enero 19:00 UTC-8 | TV Azteca |
| Monterrey | 1:0 (1:0) | Morelia     | Tecnológico                  | 12 de enero 19:00       | Televisa  |
| Atlas     | 2:0 (1:0) | Pachuca     | Jalisco                      | 12 de enero 21:00       | Televisa  |
| Toluca    | 1:1 (0:0) | Puebla      | Nemesio Diez                 | 13 de enero 12:00       | Televisa  |
| Atlante   | 1:3 (1:1) | Tigres      | Olímpico Andrés Quintana Roo | 13 de enero 18:00       | SKY       |

| Local       | Resultado | Visitante | Estadio                 | Fecha             | Canal TV   |
| Jaguares    | 1:1 (0:1) | Monterrey | Víctor Manuel Reyna     | 18 de enero 19:30 | TV Azteca  |
| León        | 1:2 (0:2) | Toluca    | León                    | 18 de enero 20:30 | Fox Sports |
| América     | 4:0 (4:0) | Atlante   | Azteca                  | 19 de enero 17:00 | Televisa   |
| Pachuca     | 1:1 (0:0) | Querétaro | Hidalgo                 | 19 de enero 19:00 | TV Azteca  |
| Tigres      | 1:0 (1:0) | Atlas     | Universitario           | 19 de enero 19:00 | Televisa   |
| San Luis    | 1:2 (0:2) | Morelia   | Alfonso Lastras Ramírez | 19 de enero 21:00 | Televisa   |
| Puebla      | 2:1 (1:0) | Santos    | Cuauhtémoc              | 20 de enero 12:00 | TV Azteca  |
| UNAM        | 1:2 (0:1) | Tijuana   | Olímpico Universitario  | 20 de enero 12:00 | Televisa   |
| Guadalajara | 1:1 (1:1) | Cruz Azul | Omnilife                | 20 de enero 17:00 | Televisa   |

| Local     | Resultado | Visitante   | Estadio                      | Fecha                   | Canal TV  |
| Morelia   | 1:1 (0:0) | Guadalajara | Morelos                      | 25 de enero 19:30       | TV Azteca |
| Santos    | 2:0 (1:0) | León        | TSM Corona                   | 25 de enero 21:30       | TV Azteca |
| Querétaro | 0:2 (0:1) | Tigres      | Corregidora                  | 26 de enero 17:00       | Televisa  |
| Cruz Azul | 4:0 (2:0) | Puebla      | Azul                         | 26 de enero 17:00       | TV Azteca |
| Tijuana   | 2:0 (0:0) | Pachuca     | Caliente                     | 26 de enero 19:00 UTC-8 | TV Azteca |
| Monterrey | 3:2 (2:0) | San Luis    | Tecnológico                  | 26 de enero 19:00       | Televisa  |
| Atlas     | 2:1 (0:1) | América     | Jalisco                      | 26 de enero 21:00       | Televisa  |
| Toluca    | 0:1 (0:1) | UNAM        | Nemesio Díez                 | 27 de enero 12:00       | Televisa  |
| Atlante   | 4:3 (2:0) | Jaguares    | Olímpico Andrés Quintana Roo | 27 de enero 18:00       | SKY       |

| Local       | Resultado | Visitante | Estadio                      | Fecha              | Canal TV   |
| Jaguares    | 1:2 (0:1) | Atlas     | Víctor Manuel Reyna          | 1 de febrero 19:30 | TV Azteca  |
| León        | 2:2 (1:1) | Cruz Azul | León                         | 2 de febrero 20:06 | Fox Sports |
| América     | 3:0 (2:0) | Querétaro | Azteca                       | 2 de febrero 17:00 | Televisa   |
| Pachuca     | 1:0 (1:0) | Toluca    | Hidalgo                      | 2 de febrero 19:00 | TV Azteca  |
| Tigres      | 2:2 (0:1) | Tijuana   | Universitario                | 2 de febrero 19:00 | Televisa   |
| UNAM        | 0:0 (0:0) | Santos    | Olímpico Universitario       | 3 de febrero 12:00 | Televisa   |
| Puebla      | 3:1 (2:1) | Morelia   | Cuauhtémoc                   | 3 de febrero 16:00 | TV Azteca  |
| Guadalajara | 1:1 (1:0) | San Luis  | Omnilife                     | 3 de febrero 17:00 | Televisa   |
| Atlante     | 3:1 (0:0) | Monterrey | Olímpico Andrés Quintana Roo | 3 de febrero 18:00 | SKY        |

| Local     | Resultado | Visitante   | Estadio                 | Fecha                    | Canal TV  |
| Morelia   | 1:0 (0:0) | León        | Morelos                 | 8 de febrero 19:30       | TV Azteca |
| Santos    | 0:1 (0:1) | Pachuca     | TSM Corona              | 8 de febrero 21:30       | TV Azteca |
| Querétaro | 1:1 (0:1) | Jaguares    | Corregidora             | 9 de febrero 17:00       | Televisa  |
| Cruz Azul | 1:1 (1:1) | UNAM        | Azul                    | 9 de febrero 17:00       | TV Azteca |
| Tijuana   | 1:2 (1:2) | América     | Caliente                | 9 de febrero 19:00 UTC-8 | TV Azteca |
| Monterrey | 0:1 (0:0) | Guadalajara | Tecnológico             | 9 de febrero 19:00       | Televisa  |
| San Luis  | 1:3 (1:1) | Puebla      | Alfonso Lastras Ramírez | 9 de febrero 21:00       | Televisa  |
| Atlas     | 2:1 (1:0) | Atlante     | Jalisco                 | 9 de febrero 21:00       | Televisa  |
| Toluca    | 1:4 (0:1) | Tigres      | Nemesio Diez            | 10 de febrero 12:00      | Televisa  |

| Local    | Resultado | Visitante   | Estadio                      | Fecha               | Canal TV   |
| Jaguares | 2:0 (0:0) | Tijuana     | Víctor Manuel Reyna          | 15 de febrero 19:30 | TV Azteca  |
| León     | 2:0 (1:0) | San Luis    | León                         | 16 de febrero 20:00 | Fox Sports |
| América  | 2:2 (1:1) | Toluca      | Azteca                       | 16 de febrero 17:00 | Televisa   |
| Pachuca  | 2:1 (1:1) | Cruz Azul   | Hidalgo                      | 16 de febrero 19:00 | TV Azteca  |
| Tigres   | 1:1 (1:1) | Santos      | Universitario                | 16 de febrero 19:00 | Televisa   |
| Atlas    | 2:1 (1:1) | Monterrey   | Jalisco                      | 16 de febrero 21:00 | Televisa   |
| UNAM     | 1:0 (1:0) | Morelia     | Olímpico Universitario       | 17 de febrero 12:00 | Televisa   |
| Puebla   | 1:1 (0:0) | Guadalajara | Cuauhtémoc                   | 17 de febrero 16:00 | TV Azteca  |
| Atlante  | 1:1 (0:1) | Querétaro   | Olímpico Andrés Quintana Roo | 17 de febrero 18:00 | SKY        |

| Local       | Resultado | Visitante | Estadio                 | Fecha                     | Canal TV  |
| Morelia     | 3:2 (2:1) | Pachuca   | Morelos                 | 22 de febrero 19:30       | TV Azteca |
| Santos      | 1:0 (1:0) | América   | TSM Corona              | 22 de febrero 21:30       | TV Azteca |
| Querétaro   | 0:0 (0:0) | Atlas     | Corregidora             | 23 de febrero 17:00       | Televisa  |
| Cruz Azul   | 1:2 (0:2) | Tigres    | Azul                    | 23 de febrero 17:00       | TV Azteca |
| Tijuana     | 2:0 (1:0) | Atlante   | Caliente                | 23 de febrero 19:00 UTC-8 | TV Azteca |
| Monterrey   | 3:0 (3:0) | Puebla    | Tecnológico             | 23 de febrero 19:00       | Televisa  |
| San Luis    | 0:2 (0:0) | UNAM      | Alfonso Lastras Ramírez | 23 de febrero 21:00       | Televisa  |
| Toluca      | 2:1 (0:1) | Jaguares  | Nemsio Diez             | 24 de febrero 12:00       | Televisa  |
| Guadalajara | 2:1 (1:0) | León      | Omnilife                | 24 de febrero 17:00       | Televisa  |

| Local     | Resultado | Visitante   | Estadio                      | Fecha            | Canal TV   |
| Jaguares  | 1:3 (1:3) | Santos      | Víctor Manuel Reyna          | 1 de marzo 19:30 | TV Azteca  |
| América   | 3:0 (2:0) | Cruz Azul   | Azteca                       | 2 de marzo 17:00 | Televisa   |
| Querétaro | 1:0 (1:0) | Monterrey   | Corregidora                  | 2 de marzo 17:00 | Televisa   |
| Pachuca   | 2:1 (1:0) | San Luis    | Hidalgo                      | 2 de marzo 19:00 | TV Azteca  |
| Tigres    | 1:1 (1:0) | Morelia     | Universitario                | 2 de marzo 19:00 | Televisa   |
| León      | 0:1 (0:0) | Puebla      | León                         | 2 de marzo 20:06 | Fox Sports |
| Atlas     | 1:0 (1:0) | Tijuana     | Jalisco                      | 2 de marzo 21:00 | Televisa   |
| UNAM      | 1:1 (1:1) | Guadalajara | Olímpico Universitario       | 3 de marzo 12:00 | Televisa   |
| Atlante   | 0:1 (0:1) | Toluca      | Olímpico Andrés Quintana Roo | 3 de marzo 18:00 | SKY        |

| Local       | Resultado | Visitante | Estadio                 | Fecha                  | Canal TV  |
| Morelia     | 1:1 (1:1) | América   | Morelos                 | 8 de marzo 19:30       | TV Azteca |
| Cruz Azul   | 1:1 (1:1) | Jaguares  | Azul                    | 9 de marzo 17:00       | TV Azteca |
| Tijuana     | 0:1 (0:1) | Querétaro | Caliente                | 9 de marzo 19:00 UTC-8 | TV Azteca |
| Monterrey   | 2:1 (2:1) | León      | Tecnológico             | 9 de marzo 19:00       | Televisa  |
| Santos      | 2:1 (2:1) | Atlante   | TSM Corona              | 9 de marzo 19:00       | TV Azteca |
| San Luis    | 1:2 (1:2) | Tigres    | Alfonso Lastras Ramírez | 9 de marzo 21:00       | Televisa  |
| Toluca      | 0:1 (0:0) | Atlas     | Nemesio Díez            | 10 de marzo 12:00      | Televisa  |
| Puebla      | 0:1 (0:0) | UNAM      | Cuauhtémoc              | 10 de marzo 16:00      | TV Azteca |
| Guadalajara | 1:0 (1:0) | Pachuca   | Omnilife                | 10 de marzo 17:00      | Televisa  |

| Local     | Resultado | Visitante   | Estadio                      | Fecha                   | Canal TV  |
| Jaguares  | 1:1 (0:0) | Morelia     | Víctor Manuel Reyna          | 15 de marzo 19:30       | TV Azteca |
| América   | 1:1 (0:0) | San Luis    | Azteca                       | 16 de marzo 17:00       | Televisa  |
| Querétaro | 1:0 (1:0) | Toluca      | Corregidora                  | 16 de marzo 17:00       | Televisa  |
| Tijuana   | 2:2 (0:0) | Monterrey   | Caliente                     | 16 de marzo 19:00 UTC-8 | TV Azteca |
| Pachuca   | 2:1 (1:0) | Puebla      | Hidalgo                      | 16 de marzo 19:00       | TV Azteca |
| Tigres    | 1:1 (0:0) | Guadalajara | Universitario                | 16 de marzo 19:00       | Televisa  |
| Atlas     | 1:2 (0:1) | Santos      | Jalisco                      | 16 de marzo 21:00       | Televisa  |
| UNAM      | 0:0 (0:0) | León        | Olímpico Universitario       | 17 de marzo 12:00       | Televisa  |
| Atlante   | 0:3 (0:3) | Cruz Azul   | Olímpico Andrés Quintana Roo | 17 de marzo 18:00       | SKY       |

| Local       | Resultado | Visitante | Estadio                 | Fecha             | Canal TV     |
| Cruz Azul   | 1:2 (0:1) | Atlas     | Azul                    | 30 de marzo 17:00 | TV Azteca    |
| Toluca      | 1:0 (1:0) | Tijuana   | Nemesio Díez            | 30 de marzo 17:00 | Televisa     |
| Morelia     | 4:0 (4:0) | Atlante   | Morelos                 | 30 de marzo 19:00 | TV Azteca    |
| Monterrey   | 3:0 (3:0) | UNAM      | Tecnológico             | 30 de marzo 19:00 | Televisa     |
| Santos      | 1:1 (0:0) | Querétaro | TSM Corona              | 30 de marzo 19:00 | SKY / UniMás |
| León        | 0:0 (0:0) | Pachuca   | León                    | 30 de marzo 20:06 | Fox Sports   |
| San Luis    | 3:0 (3:0) | Jaguares  | Alfonso Lastras Ramírez | 30 de marzo 21:00 | Televisa     |
| Puebla      | 1:2 (0:1) | Tigres    | Cuauhtémoc              | 31 de marzo 12:00 | TV Azteca    |
| Guadalajara | 0:2 (0:2) | América   | Omnilife                | 31 de marzo 20:00 | Televisa     |

| Local     | Resultado | Visitante   | Estadio                      | Fecha                  | Canal TV   |
| Jaguares  | 3:2 (2:1) | Guadalajara | Víctor Manuel Reyna          | 5 de abril 19:30       | TV Azteca  |
| América   | 1:1 (0:0) | Puebla      | Azteca                       | 6 de abril 17:00       | Televisa   |
| Querétaro | 1:2 (1:0) | Cruz Azul   | Corregidora                  | 6 de abril 17:00       | Televisa   |
| Tijuana   | 0:0 (0:0) | Santos      | Caliente                     | 6 de abril 19:00 UTC-8 | SKY/UniMás |
| Pachuca   | 1:2 (0:0) | UNAM        | Hidalgo                      | 6 de abril 19:00       | TV Azteca  |
| Tigres    | 0:0 (0:0) | León        | Universitario                | 6 de abril 19:00       | Televisa   |
| Atlas     | 0:0 (0:0) | Morelia     | Jalisco                      | 6 de abril 21:00       | Televisa   |
| Toluca    | 1:0 (0:0) | Monterrey   | Nemesio Diez                 | 7 de abril 17:00       | Televisa   |
| Atlante   | 0:1 (0:0) | San Luis    | Olímpico Andrés Quintana Roo | 7 de abril 18:00       | SKY        |

| Local       | Resultado | Visitante | Estadio                 | Fecha             | Canal TV   |
| Santos      | 2:1 (2:0) | Toluca    | TSM Corona              | 12 de abril 19:30 | TV Azteca  |
| Morelia     | 1:0 (0:0) | Querétaro | Estadio Morelos         | 12 de abril 21:30 | TV Azteca  |
| Cruz Azul   | 5:0 (1:0) | Tijuana   | Azul                    | 13 de abril 17:00 | TV Azteca  |
| Monterrey   | 2:0 (1:0) | Pachuca   | Tecnológico             | 13 de abril 19:00 | Televisa   |
| León        | 1:1 (1:1) | América   | León                    | 13 de abril 20:06 | Fox Sports |
| San Luis    | 2:2 (0:1) | Atlas     | Alfonso Lastras Ramírez | 13 de abril 21:00 | Televisa   |
| UNAM        | 2:1 (1:0) | Tigres    | Olímpico Universitario  | 14 de abril 12:00 | Televisa   |
| Puebla      | 1:2 (0:1) | Jaguares  | Cuauhtémoc              | 14 de abril 12:00 | TV Azteca  |
| Guadalajara | 1:2 (1:0) | Atlante   | Omnilife                | 14 de abril 17:00 | Televisa   |

| Local     | Resultado | Visitante   | Estadio                      | Fecha                   | Canal TV  |
| Jaguares  | 2:2 (0:0) | León        | Víctor Manuel Reyna          | 19 de abril 19:30       | TV Azteca |
| Santos    | 1:0 (1:0) | Monterrey   | TSM Corona                   | 19 de abril 21:30       | TV Azteca |
| Querétaro | 2:1 (1:0) | San Luis    | Corregidora                  | 20 de abril 17:00       | SKY       |
| Atlas     | 1:0 (1:0) | Guadalajara | Jalisco                      | 20 de abril 18:00       | Televisa  |
| Tigres    | 3:1 (2:0) | Pachuca     | Universitario                | 20 de abril 19:00       | Televisa  |
| Tijuana   | 1:2 (0:1) | Morelia     | Caliente                     | 20 de abril 19:00 UTC-7 | TV Azteca |
| América   | 1:0 (1:0) | UNAM        | Azteca                       | 20 de abril 20:00       | Televisa  |
| Toluca    | 0:2 (0:2) | Cruz Azul   | Nemesio Diez                 | 21 de abril 12:00       | Televisa  |
| Atlante   | 2:0 (1:0) | Puebla      | Olímpico Andrés Quintana Roo | 21 de abril 17:00       | TDN       |

| Local       | Resultado | Visitante | Estadio                 | Fecha             | Canal TV   |
| Morelia     | 2:1 (1:0) | Toluca    | Morelos                 | 26 de abril 19:30 | TV Azteca  |
| Cruz Azul   | 1:0 (1:0) | Santos    | Azul                    | 27 de abril 17:00 | TV Azteca  |
| Pachuca     | 2:4 (1:0) | América   | Estadio Hidalgo         | 27 de abril 19:00 | TV Azteca  |
| Tigres      | 0:1 (0:0) | Monterrey | Universitario           | 27 de abril 19:00 | Televisa   |
| León        | 1:0 (0:0) | Atlante   | León                    | 27 de abril 20:06 | Fox Sports |
| San Luis    | 1:0 (0:0) | Tijuana   | Alfonso Lastras Ramírez | 27 de abril 21:00 | Televisa   |
| UNAM        | 3:0 (2:0) | Jaguares  | Olímpico Universitario  | 28 de abril 12:00 | Televisa   |
| Puebla      | 1:1 (0:0) | Atlas     | Cuauhtémoc              | 28 de abril 12:00 | TV Azteca  |
| Guadalajara | 1:2(0:1)  | Querétaro | Omnilife                | 28 de abril 17:00 | Televisa   |

| Local     | Resultado | Visitante   | Estadio                      | Fecha                 | Canal TV  |
| Jaguares  | 2:1(1:0)  | Pachuca     | Víctor Manuel Reyna          | 3 de mayo 19:30       | TV Azteca |
| Tijuana   | 4:0 (4:0) | Guadalajara | Caliente                     | 3 de mayo 21:30 UTC-7 | TV Azteca |
| América   | 0:2 (0:2) | Tigres      | Azteca                       | 4 de mayo 17:00       | Televisa  |
| Monterrey | 1:5 (0:2) | Cruz Azul   | Tecnológico                  | 4 de mayo 19:00       | Televisa  |
| Santos    | 1:2 (0:2) | Morelia     | TSM Corona                   | 4 de mayo 19:00       | TV Azteca |
| Querétaro | 2:3 (0:1) | Puebla      | Corregidora                  | 4 de mayo 21:00       | Televisa  |
| Atlas     | 0:1 (0:0) | León        | Jalisco                      | 4 de mayo 21:00       | Televisa  |
| Toluca    | 0:1 (0:1) | San Luis    | Nemesio Diez                 | 5 de mayo 12:00       | Televisa  |
| Atlante   | 1:2 (0:1) | UNAM        | Olímpico Andrés Quintana Roo | 5 de mayo 18:00       | SKY       |

## Tabla general
| Pos. | Equipo        | Pts. | PJ | G  | E | P  | GF | GC | Dif. | Clasificación                   |
| ---- | ------------- | ---- | -- | -- | - | -- | -- | -- | ---- | ------------------------------- |
| 1    | Tigres        | 35   | 17 | 10 | 5 | 2  | 30 | 14 | +16  | Cuartos de final de la liguilla |
| 2    | América (C)   | 32   | 17 | 9  | 5 | 3  | 30 | 15 | +15  | Cuartos de final de la liguilla |
| 3    | Atlas         | 32   | 17 | 9  | 5 | 3  | 20 | 13 | +7   | Cuartos de final de la liguilla |
| 4    | Morelia       | 30   | 17 | 8  | 6 | 3  | 24 | 18 | +6   | Cuartos de final de la liguilla |
| 5    | Cruz Azul     | 29   | 17 | 8  | 5 | 4  | 35 | 20 | +15  | Cuartos de final de la liguilla |
| 6    | Santos        | 29   | 17 | 8  | 5 | 4  | 20 | 13 | +7   | Cuartos de final de la liguilla |
| 7    | UNAM          | 29   | 17 | 8  | 5 | 4  | 19 | 14 | +5   | Cuartos de final de la liguilla |
| 8    | Querétaro (D) | 24   | 17 | 6  | 6 | 5  | 18 | 20 | −2   | Descenso de categoría           |
| 9    | Monterrey     | 23   | 17 | 7  | 2 | 8  | 22 | 22 | 0    | Cuartos de final de la liguilla |
| 10   | Tijuana       | 21   | 17 | 6  | 3 | 8  | 19 | 21 | −2   |                                 |
| 11   | Pachuca       | 20   | 17 | 6  | 2 | 9  | 18 | 25 | −7   |                                 |
| 12   | Puebla        | 19   | 17 | 5  | 4 | 8  | 20 | 27 | −7   |                                 |
| 13   | Toluca        | 18   | 17 | 5  | 3 | 9  | 14 | 21 | −7   |                                 |
| 14   | Chiapas       | 17   | 17 | 4  | 5 | 8  | 21 | 32 | −11  |                                 |
| 15   | León          | 16   | 17 | 3  | 7 | 7  | 14 | 18 | −4   |                                 |
| 16   | San Luis      | 16   | 17 | 4  | 4 | 9  | 19 | 25 | −6   |                                 |
| 17   | Guadalajara   | 16   | 17 | 3  | 7 | 7  | 15 | 24 | −9   |                                 |
| 18   | Atlante       | 13   | 17 | 4  | 1 | 12 | 16 | 33 | −17  |                                 |

 Fuente: [cita requerida]
Notas:
1. ↑  El Querétaro no se clasificó a liguilla porque originalmente había descendido (ya que el equipo que descienda no puede disputar la liguilla), por lo que su lugar fue ocupado por Monterrey. Al comprar la franquicia de Chiapas, se mantuvo en la Primera División.

## Evolución de la tabla general
| Equipo / Jornada | 01 | 02 | 03 | 04 | 05 | 06 | 08 | 07 | 09 | 10 | 11 | 12 | 13 | 14 | 15 | 16 | 17 |
| ---------------- | -- | -- | -- | -- | -- | -- | -- | -- | -- | -- | -- | -- | -- | -- | -- | -- | -- |
| Tigres           | 1  | 1  | 2  | 1  | 1  | 1  | 1  | 1  | 1  | 1  | 1  | 1  | 1  | 1  | 1  | 2  | 1  |
| América          | 3  | 2  | 1  | 3  | 3  | 2  | 2  | 3  | 3  | 3  | 3  | 3  | 3  | 3  | 3  | 1  | 2  |
| Atlas            | 12 | 4  | 8  | 6  | 4  | 4  | 3  | 2  | 2  | 2  | 2  | 2  | 2  | 2  | 2  | 3  | 3  |
| Morelia          | 5  | 11 | 9  | 8  | 13 | 9  | 11 | 9  | 10 | 12 | 12 | 8  | 8  | 6  | 5  | 5  | 4  |
| Cruz Azul        | 6  | 6  | 4  | 4  | 5  | 5  | 7  | 11 | 13 | 14 | 10 | 13 | 11 | 7  | 6  | 6  | 5  |
| Santos           | 10 | 5  | 7  | 5  | 6  | 8  | 8  | 6  | 6  | 4  | 4  | 4  | 4  | 4  | 4  | 4  | 6  |
| UNAM             | 11 | 15 | 16 | 11 | 11 | 12 | 9  | 7  | 8  | 5  | 6  | 10 | 5  | 5  | 7  | 7  | 7  |
| Querétaro        | 8  | 7  | 5  | 10 | 14 | 13 | 13 | 14 | 12 | 9  | 8  | 6  | 10 | 11 | 8  | 8  | 8  |
| Monterrey        | 15 | 8  | 11 | 7  | 7  | 11 | 12 | 12 | 14 | 11 | 11 | 7  | 12 | 8  | 9  | 9  | 9  |
| Tijuana          | 4  | 3  | 3  | 2  | 2  | 3  | 4  | 4  | 4  | 6  | 7  | 9  | 9  | 12 | 11 | 11 | 10 |
| Pachuca          | 2  | 9  | 12 | 12 | 8  | 7  | 5  | 5  | 5  | 7  | 5  | 5  | 6  | 9  | 10 | 10 | 11 |
| Puebla           | 16 | 13 | 10 | 13 | 9  | 6  | 6  | 10 | 7  | 10 | 13 | 14 | 14 | 14 | 14 | 14 | 12 |
| Toluca           | 14 | 10 | 6  | 9  | 12 | 15 | 15 | 13 | 11 | 13 | 14 | 12 | 7  | 10 | 12 | 12 | 13 |
| Jaguares         | 18 | 18 | 17 | 18 | 18 | 18 | 17 | 17 | 17 | 16 | 15 | 16 | 15 | 15 | 15 | 15 | 14 |
| León             | 7  | 12 | 14 | 17 | 17 | 17 | 16 | 16 | 16 | 17 | 17 | 15 | 17 | 18 | 17 | 16 | 15 |
| San Luis         | 9  | 14 | 15 | 16 | 16 | 16 | 18 | 18 | 18 | 18 | 18 | 18 | 16 | 16 | 18 | 17 | 16 |
| Guadalajara      | 13 | 16 | 13 | 14 | 15 | 10 | 10 | 8  | 9  | 8  | 9  | 11 | 13 | 13 | 13 | 13 | 17 |
| Atlante          | 17 | 17 | 18 | 15 | 10 | 14 | 14 | 15 | 15 | 15 | 16 | 17 | 18 | 17 | 16 | 18 | 18 |

## Tabla de Cocientes
Tabla de cocientes
|  | Posición | Equipo      | A-10 | C-11 | A-11 | C-12 | A-12 | C-13 | Puntos | Juegos | Cociente |
|  | -------- | ----------- | ---- | ---- | ---- | ---- | ---- | ---- | ------ | ------ | -------- |
|  | 1        | Tigres      | 24   | 35   | 28   | 31   | 21   | 35   | 174    | 102    | 1.7059   |
|  | 2        | Cruz Azul   | 39   | 26   | 29   | 25   | 26   | 29   | 174    | 102    | 1.7059   |
|  | 3        | Santos      | 30   | 23   | 27   | 36   | 23   | 29   | 168    | 102    | 1.6470   |
|  | 4        | Morelia     | 21   | 31   | 26   | 31   | 27   | 30   | 166    | 102    | 1.6274   |
|  | 5        | América     | 27   | 26   | 15   | 32   | 31   | 32   | 163    | 102    | 1.5980   |
|  | 6        | Monterrey   | 32   | 26   | 24   | 32   | 23   | 23   | 160    | 102    | 1.5686   |
|  | 7        | UNAM        | 25   | 35   | 25   | 16   | 23   | 29   | 153    | 102    | 1.5000   |
|  | 8        | Tijuana     |      |      | 18   | 28   | 34   | 21   | 101    | 68     | 1.4853   |
|  | 9        | León        |      |      |      |      | 33   | 16   | 49     | 34     | 1.4412   |
|  | 10       | Pachuca     | 25   | 18   | 26   | 28   | 21   | 20   | 141    | 102    | 1.3823   |
|  | 11       | Toluca      | 22   | 21   | 20   | 22   | 34   | 18   | 138    | 102    | 1.3529   |
|  | 12       | Jaguares    | 25   | 14   | 26   | 27   | 22   | 17   | 131    | 102    | 1.2843   |
|  | 13       | Guadalajara | 22   | 25   | 30   | 15   | 23   | 16   | 131    | 102    | 1.2843   |
|  | 14       | San Luis    | 26   | 21   | 24   | 12   | 15   | 16   | 114    | 102    | 1.1176   |
|  | 15       | Atlas       | 13   | 23   | 12   | 20   | 12   | 32   | 112    | 102    | 1.0980   |
|  | 16       | Atlante     | 16   | 27   | 19   | 16   | 20   | 13   | 111    | 102    | 1.0882   |
|  | 17       | Puebla      | 19   | 18   | 22   | 19   | 13   | 19   | 110    | 102    | 1.0784   |
|  | 18       | Querétaro   | 19   | 16   | 26   | 12   | 7    | 24   | 104    | 102    | 1.0196   |

     Descendido al Ascenso MX.

## Máximos goleadores
Lista con los máximos goleadores de la Liga MX, de acuerdo con los datos oficiales de la Página oficial de la Liga MX.
- Actualizado el 4 de mayo de 2013.

| Pos. | Jugador             | Equipo              | Goles |
| ---- | ------------------- | ------------------- | ----- |
| 1.°  | Christian Benítez   | Club América        | 13    |
| 2.°  | Mariano Pavone      | Cruz Azul           | 12    |
| 3.º  | Héctor Mancilla     | Monarcas Morelia    | 11    |
| 4.º  | Emanuel Villa       | Tigres de la UANL   | 9     |
| 4.º  | Luis Gabriel Rey    | Jaguares de Chiapas | 9     |
| 5.º  | Oribe Peralta       | Santos Laguna       | 8     |
| 5.º  | Raúl Jiménez        | Club América        | 8     |
| 5.º  | Lucas Lobos         | Tigres de la UANL   | 8     |
| 6.º  | Rafael Márquez Lugo | Guadalajara         | 7     |
| 6.º  | Javier Cortés       | UNAM Pumas          | 7     |
| 6.º  | Félix Borja         | Puebla FC           | 7     |

## Hat tricks
| Jugador           | Equipo    | Adversario | Resultado | Fecha               |
| ----------------- | --------- | ---------- | --------- | ------------------- |
| Emanuel Villa     | Tigres    | Chiapas    | 3-0       | 5 de enero de 2013  |
| Christian Benítez | América   | Cruz Azul  | 3-0       | 2 de marzo de 2013  |
| Christian Benítez | América   | Pachuca    | 4-2       | 27 de abril de 2013 |
| Mariano Pavone    | Cruz Azul | Monterrey  | 5-1       | 4 de mayo de 2013   |

## Tabla de Asistencias
Tabla de Líderes en Asistencia

| Jugador                                    | Club      | Asist. | Min. |
| ------------------------------------------ | --------- | ------ | ---- |
| Humberto Suazo                             | Monterrey | 8      | 1193 |
| Rubens Sambueza                            | América   | 4      | 721  |
| Lucas Lobos                                | Tigres    | 4      | 1380 |
| Osvaldo Martínez                           | América   | 4      | 1145 |
| Carlos Darwin Quintero                     | Santos    | 3      | 1191 |
| Hernán Darío Burbano                       | León      | 3      | 855  |
| Javier Cortés                              | Pumas     | 3      | 1332 |
| Asist – Asistencias; Min – Minutos Jugados |           |        |      |

- Actualizado el 4 de mayo de 2013.

## Clasificación Juego Limpio
Tabla de Clasificación de Juego Limpio
| Lugar                                | Club                                 | Tarjeta amarilla | Segunda tarjeta amarilla y expulsión · Segunda tarjeta amarilla y expulsión | Tarjeta roja directa | Puntos   |
| ------------------------------------ | ------------------------------------ | ---------------- | --------------------------------------------------------------------------- | -------------------- | -------- |
| 1                                    | Tigres                               | 26               | 0                                                                           | 0                    | 26       |
| 2                                    | Toluca                               | 31               | 0                                                                           | 1                    | 34       |
| 3                                    | UNAM                                 | 31               | 1                                                                           | 1                    | 37       |
| 7                                    | Atlante                              | 36               | 1                                                                           | 1                    | 42       |
| 4                                    | Santos                               | 40               | 0                                                                           | 1                    | 43       |
| 8                                    | Monterrey                            | 40               | 0                                                                           | 1                    | 43       |
| 6                                    | Atlas                                | 41               | 0                                                                           | 1                    | 44       |
| 5                                    | Puebla                               | 40               | 1                                                                           | 1                    | 46       |
| 12                                   | Pachuca                              | 36               | 0                                                                           | 4                    | 48       |
| 10                                   | América                              | 34               | 3                                                                           | 2                    | 49       |
| 9                                    | Jaguares                             | 34               | 3                                                                           | 2                    | 49       |
| 11                                   | Querétaro                            | 37               | 3                                                                           | 1                    | 49       |
| 13                                   | Morelia                              | 35               | 1                                                                           | 5                    | 53       |
| 14                                   | Guadalajara                          | 38               | 3                                                                           | 2                    | 53       |
| 15                                   | Cruz Azul                            | 38               | 3                                                                           | 3                    | 56       |
| 16                                   | San Luis                             | 46               | 2                                                                           | 2                    | 58       |
| 17                                   | León                                 | 49               | 1                                                                           | 3                    | 61       |
| 18                                   | Tijuana                              | 44               | 4                                                                           | 6                    | 74       |
| Primera Tarjeta Amarilla             | Primera Tarjeta Amarilla             | 1 punto          | 1 punto                                                                     | 1 punto              | 1 punto  |
| Segunda Tarjeta Amarilla y Expulsión | Segunda Tarjeta Amarilla y Expulsión | 3 puntos         | 3 puntos                                                                    | 3 puntos             | 3 puntos |
| Tarjeta Roja Directa                 | Tarjeta Roja Directa                 | 3 puntos         | 3 puntos                                                                    | 3 puntos             | 3 puntos |

- Actualizado el 4 de mayo de 2013.

## Liguilla
|  | Cuartos de final                                             | Cuartos de final                                             | Cuartos de final                                             | Cuartos de final                                             | Cuartos de final                                             |   |       | Semifinales                                                    | Semifinales                                                    | Semifinales                                                    | Semifinales                                                    | Semifinales                                                    |  |   | Final                                                | Final                                                | Final                                                | Final                                                | Final                                                |  |
|  | 8 y 9 de mayo de 2013 (ida) 11 y 12 de mayo de 2013 (vuelta) | 8 y 9 de mayo de 2013 (ida) 11 y 12 de mayo de 2013 (vuelta) | 8 y 9 de mayo de 2013 (ida) 11 y 12 de mayo de 2013 (vuelta) | 8 y 9 de mayo de 2013 (ida) 11 y 12 de mayo de 2013 (vuelta) | 8 y 9 de mayo de 2013 (ida) 11 y 12 de mayo de 2013 (vuelta) |   |       | 15 y 16 de mayo de 2013 (ida) 18 y 19 de mayo de 2013 (vuelta) | 15 y 16 de mayo de 2013 (ida) 18 y 19 de mayo de 2013 (vuelta) | 15 y 16 de mayo de 2013 (ida) 18 y 19 de mayo de 2013 (vuelta) | 15 y 16 de mayo de 2013 (ida) 18 y 19 de mayo de 2013 (vuelta) | 15 y 16 de mayo de 2013 (ida) 18 y 19 de mayo de 2013 (vuelta) |  |   | 23 de mayo de 2013 (ida) 26 de mayo de 2013 (vuelta) | 23 de mayo de 2013 (ida) 26 de mayo de 2013 (vuelta) | 23 de mayo de 2013 (ida) 26 de mayo de 2013 (vuelta) | 23 de mayo de 2013 (ida) 26 de mayo de 2013 (vuelta) | 23 de mayo de 2013 (ida) 26 de mayo de 2013 (vuelta) |  |
|  |                                                              |                                                              |                                                              |                                                              |                                                              |   |       |                                                                |                                                                |                                                                |                                                                |                                                                |  |   |                                                      |                                                      |                                                      |                                                      |                                                      |  |
|  |                                                              |                                                              |                                                              |                                                              |                                                              |   |       |                                                                |                                                                |                                                                |                                                                |                                                                |  |   |                                                      |                                                      |                                                      |                                                      |                                                      |  |
|  | 2                                                            | América                                                      | 1                                                            | 2                                                            | 3                                                            |   |       |                                                                |                                                                |                                                                |                                                                |                                                                |  |   |                                                      |                                                      |                                                      |                                                      |                                                      |  |
|  | 2                                                            | América                                                      | 1                                                            | 2                                                            | 3                                                            |   |       |                                                                |                                                                |                                                                |                                                                |                                                                |  |   |                                                      |                                                      |                                                      |                                                      |                                                      |  |
|  | 7                                                            | UNAM                                                         | 0                                                            | 1                                                            | 1                                                            |   |       |                                                                |                                                                |                                                                |                                                                |                                                                |  |   |                                                      |                                                      |                                                      |                                                      |                                                      |  |
|  | 7                                                            | UNAM                                                         | 0                                                            | 1                                                            | 1                                                            |   | 2     | América                                                        | 2                                                              | 2                                                              | 4                                                              |                                                                |  |   |                                                      |                                                      |                                                      |                                                      |                                                      |  |
|  |                                                              |                                                              |                                                              |                                                              |                                                              |   | 2     | América                                                        | 2                                                              | 2                                                              | 4                                                              |                                                                |  |   |                                                      |                                                      |                                                      |                                                      |                                                      |  |
|  |                                                              |                                                              | 9                                                            | Monterrey                                                    | 2                                                            | 1 | 3     |                                                                |                                                                |                                                                |                                                                |                                                                |  |   |                                                      |                                                      |                                                      |                                                      |                                                      |  |
|  | 1                                                            | Tigres                                                       | 9                                                            | Monterrey                                                    | 2                                                            | 1 | 3     | 0                                                              | 1                                                              | 1                                                              |                                                                |                                                                |  |   |                                                      |                                                      |                                                      |                                                      |                                                      |  |
|  | 1                                                            | Tigres                                                       |                                                              |                                                              |                                                              |   |       |                                                                |                                                                | 1                                                              |                                                                |                                                                |  |   |                                                      |                                                      |                                                      |                                                      |                                                      |  |
|  | 9                                                            | Monterrey                                                    | 1                                                            | 1                                                            | 2                                                            |   |       |                                                                |                                                                |                                                                |                                                                |                                                                |  |   |                                                      |                                                      |                                                      |                                                      |                                                      |  |
|  | 9                                                            | Monterrey                                                    | 1                                                            | 1                                                            | 2                                                            |   |       |                                                                |                                                                |                                                                |                                                                |                                                                |  | 2 | América (p.)                                         | 0                                                    | 2                                                    | 2 (4)                                                |                                                      |  |
|  |                                                              |                                                              |                                                              |                                                              |                                                              |   |       |                                                                |                                                                |                                                                |                                                                |                                                                |  | 2 | América (p.)                                         | 0                                                    | 2                                                    | 2 (4)                                                |                                                      |  |
|  |                                                              |                                                              | 5                                                            | Cruz Azul                                                    | 1                                                            | 1 | 2 (2) |                                                                |                                                                |                                                                |                                                                |                                                                |  |   |                                                      |                                                      |                                                      |                                                      |                                                      |  |
|  | 4                                                            | Morelia                                                      | 5                                                            | Cruz Azul                                                    | 1                                                            | 1 | 2 (2) | 2                                                              | 1                                                              | 3                                                              |                                                                |                                                                |  |   |                                                      |                                                      |                                                      |                                                      |                                                      |  |
|  | 4                                                            | Morelia                                                      |                                                              |                                                              |                                                              |   |       |                                                                |                                                                | 3                                                              |                                                                |                                                                |  |   |                                                      |                                                      |                                                      |                                                      |                                                      |  |
|  | 5                                                            | Cruz Azul                                                    | 4                                                            | 0                                                            | 4                                                            |   |       |                                                                |                                                                |                                                                |                                                                |                                                                |  |   |                                                      |                                                      |                                                      |                                                      |                                                      |  |
|  | 5                                                            | Cruz Azul                                                    | 4                                                            | 0                                                            | 4                                                            |   | 5     | Cruz Azul                                                      | 3                                                              | 2                                                              | 5                                                              |                                                                |  |   |                                                      |                                                      |                                                      |                                                      |                                                      |  |
|  |                                                              |                                                              |                                                              |                                                              |                                                              |   | 5     | Cruz Azul                                                      | 3                                                              | 2                                                              | 5                                                              |                                                                |  |   |                                                      |                                                      |                                                      |                                                      |                                                      |  |
|  |                                                              |                                                              | 6                                                            | Santos                                                       | 0                                                            | 1 | 1     |                                                                |                                                                |                                                                |                                                                |                                                                |  |   |                                                      |                                                      |                                                      |                                                      |                                                      |  |
|  | 3                                                            | Atlas                                                        | 6                                                            | Santos                                                       | 0                                                            | 1 | 1     | 0                                                              | 1                                                              | 1                                                              |                                                                |                                                                |  |   |                                                      |                                                      |                                                      |                                                      |                                                      |  |
|  | 3                                                            | Atlas                                                        |                                                              |                                                              |                                                              |   |       |                                                                |                                                                | 1                                                              |                                                                |                                                                |  |   |                                                      |                                                      |                                                      |                                                      |                                                      |  |
|  | 6                                                            | Santos                                                       | 0                                                            | 3                                                            | 3                                                            |   |       |                                                                |                                                                |                                                                |                                                                |                                                                |  |   |                                                      |                                                      |                                                      |                                                      |                                                      |  |
|  | 6                                                            | Santos                                                       | 0                                                            | 3                                                            | 3                                                            |   |       |                                                                |                                                                |                                                                |                                                                |                                                                |  |   |                                                      |                                                      |                                                      |                                                      |                                                      |  |
|  |                                                              |                                                              |                                                              |                                                              |                                                              |   |       |                                                                |                                                                |                                                                |                                                                |                                                                |  |   |                                                      |                                                      |                                                      |                                                      |                                                      |  |

- Cruz Azul y América participarán junto con Tijuana y Toluca en la Concacaf Liga Campeones 2013-14.

## Cuartos de final

### Tigres-Monterrey
| 8 de mayo de 2013 19:00 UTC-5 | Monterrey          | 1:0 (1:0) | Tigres | Estadio Tecnológico, Monterrey, Nuevo León                             |                                                                        |
|                               | Humberto Suazo 18' | Reporte   |        | Asistencia: 33,026 espectadores Árbitro(s): José Alfredo Peñaloza Soto | Asistencia: 33,026 espectadores Árbitro(s): José Alfredo Peñaloza Soto |

| 11 de mayo de 2013 19:00 UTC-5        | Tigres        | 1:1 (1:1) | Monterrey                 | Estadio Universitario, San Nicolás de los Garza, Nuevo León       |                                                                   |
|                                       | Danilinho 12' | Reporte   | Israel Jiménez 32' (a.g.) | Asistencia: 40,436 espectadores Árbitro(s): Roberto García Orozco | Asistencia: 40,436 espectadores Árbitro(s): Roberto García Orozco |
| Monterrey avanza a Semifinales (1-2). |               |           |                           |                                                                   |                                                                   |

### América-UNAM
| 8 de mayo de 2013 21:00 UTC-5 | UNAM | 0:1 (0:1) | América          | Estadio Olímpico Universitario, México, D.F.                          |                                                                       |
|                               |      | Reporte   | Raúl Jiménez 28' | Asistencia: 44,927 espectadores Árbitro(s): Fernando Guerrero Ramiréz | Asistencia: 44,927 espectadores Árbitro(s): Fernando Guerrero Ramiréz |

| 11 de mayo de 2013 17:00 UTC-5      | América                   | 2:1 (0:1) | UNAM              | Estadio Azteca, México, D.F.                                |                                                             |
|                                     | Christian Benítez 56' 93' | Reporte   | Robin Ramírez 21' | Asistencia: 49,132 espectadores Árbitro(s): Marco Rodríguez | Asistencia: 49,132 espectadores Árbitro(s): Marco Rodríguez |
| América avanza a Semifinales (3-1). |                           |           |                   |                                                             |                                                             |

### Atlas-Santos
| 9 de mayo de 2013 19:00 UTC-5 | Santos | 0:0 (0:0) | Atlas | Estadio TSM Corona, Torreón, Coahuila                                     |                                                                           |
|                               |        | Reporte   |       | Asistencia: 19,856 espectadores Árbitro(s): César Arturo Ramos Palazuelos | Asistencia: 19,856 espectadores Árbitro(s): César Arturo Ramos Palazuelos |

| 12 de mayo de 2013 20:00 UTC-5     | Atlas         | 1:3 (1:0) | Santos                                               | Estadio Jalisco, Guadalajara, Jalisco                           |                                                                 |
|                                    | Omar Bravo 4' | Reporte   | Andrés Rentería 15' · Carlos Darwin Quintero 62' 89' | Asistencia: 43,250 espectadores Árbitro(s): Jorge Antonio Pérez | Asistencia: 43,250 espectadores Árbitro(s): Jorge Antonio Pérez |
| Santos avanza a Semifinales (1-3). |               |           |                                                      |                                                                 |                                                                 |

### Morelia-Cruz Azul
| 9 de mayo de 2013 21:00 UTC-5                            | Cruz Azul                                                                | 4:2 (1:1) | Morelia                                  | Estadio Azul, México, D. F.                                            |                                                                        |
|                                                          | Mariano Pavone 23' 90+7' · Teófilo Gutiérrez 52' · Christian Giménez 58' | Reporte   | Héctor Mancilla 1' · Carlos Ochoa 90+17' | Asistencia: 25,570 espectadores Árbitro(s): Jorge Isaac Rojas Castillo | Asistencia: 25,570 espectadores Árbitro(s): Jorge Isaac Rojas Castillo |
| A causa de un apagón se agregaron 22 minutos al partido. |                                                                          |           |                                          |                                                                        |                                                                        |

| 12 de mayo de 2013 18:00 UTC-5        | Morelia             | 1:0 (1:0) | Cruz Azul | Estadio Morelos, Morelia, Michoacán                         |                                                             |
|                                       | Rodrigo Salinas 44' | Reporte   |           | Asistencia: 28,048 espectadores Árbitro(s): Paul Delgadillo | Asistencia: 28,048 espectadores Árbitro(s): Paul Delgadillo |
| Cruz Azul avanza a Semifinales (3-4). |                     |           |           |                                                             |                                                             |

## Semifinales

### América-Monterrey
| 15 de mayo de 2013 21:00 UTC-5 | Monterrey                               | 2:2 (1:0) | América                   | Estadio Tecnológico, Monterrey, Nuevo León                    |                                                               |
|                                | Humberto Suazo 29' · Aldo de Nigris 73' | Reporte   | Christian Benítez 50' 69' | Asistencia: 33,240 espectadores Árbitro(s): Jorge Pérez Durán | Asistencia: 33,240 espectadores Árbitro(s): Jorge Pérez Durán |

| 18 de mayo de 2013 17:00 UTC-5   | América                                         | 2:1 (0:0) | Monterrey            | Estadio Azteca, México, D. F.                                           |                                                                         |
|                                  | Raúl Jiménez 64' (pen.) · Christian Benítez 82' |           | Aldo de Nigris 90+3' | Asistencia: 79,000 espectadores Árbitro(s): Jorge Alfredo Peñaloza Soto | Asistencia: 79,000 espectadores Árbitro(s): Jorge Alfredo Peñaloza Soto |
| América avanza a la Final (4-3). |                                                 |           |                      |                                                                         |                                                                         |

### Cruz Azul-Santos
| 16 de mayo de 2013 21:00 UTC-5 | Santos | 0:3 (0:2) | Cruz Azul                                                          | Estadio TSM Corona, Torreón, Coahuila                                     |                                                                           |
|                                |        | Reporte   | Gerardo Flores 2' · Pablo Barrera 24' · Rafael Figueroa 88' (a.g.) | Asistencia: 28,957 espectadores Árbitro(s): César Arturo Ramos Palazuelos | Asistencia: 28,957 espectadores Árbitro(s): César Arturo Ramos Palazuelos |

| 19 de mayo de 2013 20:00 UTC-5     | Cruz Azul            | 2:1 (2:1) | Santos              | Estadio Azul, México, D. F.                                         |                                                                     |
|                                    | Javier Orozco 7' 24' | Reporte   | Andrés Rentería 36' | Asistencia: 31,875 espectadores Árbitro(s): Marco Antonio Rodríguez | Asistencia: 31,875 espectadores Árbitro(s): Marco Antonio Rodríguez |
| Cruz Azul avanza a la Final (5-1). |                      |           |                     |                                                                     |                                                                     |

## Final

#### Final - Ida
| 1     | POR   | Jesús Corona          |     |
| 15    | DEF   | Gerardo Flores        |     |
| 16    | DEF   | Jair Pereira          |     |
| 14    | DEF   | Luis Amaranto Perea   |     |
| 4     | DEF   | Julio César Domínguez |     |
| 5     | MED   | Alejandro Castro      |     |
| 6     | MED   | Gerardo Torrado       |     |
| 17    | MED   | Pablo Barrera         | 88' |
| 10    | MED   | Christian Giménez     |     |
| 29    | DEL   | Teófilo Gutiérrez     | 82' |
| 27    | DEL   | Javier Orozco         |     |
| D. T. | D. T. | Guillermo Vázquez     |     |

| 23    | POR   | Moisés Muñoz        |     |
| 19    | DEF   | Miguel Layún        |     |
| 3     | DEF   | Aquivaldo Mosquera  |     |
| 13    | DEF   | Diego Reyes         |     |
| 2     | DEF   | Francisco Rodríguez |     |
| 16    | DEF   | Adrián Aldrete      | 92' |
| 5     | MED   | Jesús Molina        |     |
| 26    | MED   | Juan Carlos Medina  | 88' |
| 14    | MED   | Rubens Sambueza     |     |
| 11    | DEL   | Christian Benítez   |     |
| 9     | DEL   | Raúl Jiménez        |     |
| D. T. | D. T. | Miguel Herrera      |     |

| 20 | Delantero      | Mariano Pavone | 82' |
| 8  | Centrocampista | Israel Castro  | 88' |

| 18 | Centrocampista | Christian Bermúdez | 88' |
| 7  | Delantero      | Narciso Mina       | 92' |

| 19' | Christian Giménez | 1:0 |

| 41' · 49' | Christian Giménez Alejandro Castro |

| 14' · 60' | Adrián Aldrete Aquivaldo Mosquera |

| Principal  | Jorge Pérez Durán |
| Asistentes | Héctor Delgadillo |
|            | José Santana      |
| Cuarto     | José Peñaloza     |

|                    |     |     |
| Tiros              | 6   | 25  |
| Tiros a puerta     | 3   | 6   |
| Faltas             | 18  | 11  |
| Saques de esquina  | 5   | 13  |
| Penaltis           | 0   | 0   |
| Fueras de juego    | 0   | 0   |
| Posesión del balón | 40% | 60% |

| Alineación inicial |

| 1     | POR   | Jesús Corona          |     |
| 15    | DEF   | Gerardo Flores        |     |
| 16    | DEF   | Jair Pereira          |     |
| 14    | DEF   | Luis Amaranto Perea   |     |
| 4     | DEF   | Julio César Domínguez |     |
| 5     | MED   | Alejandro Castro      |     |
| 6     | MED   | Gerardo Torrado       |     |
| 17    | MED   | Pablo Barrera         | 88' |
| 10    | MED   | Christian Giménez     |     |
| 29    | DEL   | Teófilo Gutiérrez     | 82' |
| 27    | DEL   | Javier Orozco         |     |
| D. T. | D. T. | Guillermo Vázquez     |     |

| 23    | POR   | Moisés Muñoz        |     |
| 19    | DEF   | Miguel Layún        |     |
| 3     | DEF   | Aquivaldo Mosquera  |     |
| 13    | DEF   | Diego Reyes         |     |
| 2     | DEF   | Francisco Rodríguez |     |
| 16    | DEF   | Adrián Aldrete      | 92' |
| 5     | MED   | Jesús Molina        |     |
| 26    | MED   | Juan Carlos Medina  | 88' |
| 14    | MED   | Rubens Sambueza     |     |
| 11    | DEL   | Christian Benítez   |     |
| 9     | DEL   | Raúl Jiménez        |     |
| D. T. | D. T. | Miguel Herrera      |     |

| 20 | Delantero      | Mariano Pavone | 82' |
| 8  | Centrocampista | Israel Castro  | 88' |

| 18 | Centrocampista | Christian Bermúdez | 88' |
| 7  | Delantero      | Narciso Mina       | 92' |

| 19' | Christian Giménez | 1:0 |

| 41' · 49' | Christian Giménez Alejandro Castro |

| 14' · 60' | Adrián Aldrete Aquivaldo Mosquera |

| Principal  | Jorge Pérez Durán |
| Asistentes | Héctor Delgadillo |
|            | José Santana      |
| Cuarto     | José Peñaloza     |

|                    |     |     |
| Tiros              | 6   | 25  |
| Tiros a puerta     | 3   | 6   |
| Faltas             | 18  | 11  |
| Saques de esquina  | 5   | 13  |
| Penaltis           | 0   | 0   |
| Fueras de juego    | 0   | 0   |
| Posesión del balón | 40% | 60% |

| Alineación inicial |

| 1     | POR   | Jesús Corona          |     |
| 15    | DEF   | Gerardo Flores        |     |
| 16    | DEF   | Jair Pereira          |     |
| 14    | DEF   | Luis Amaranto Perea   |     |
| 4     | DEF   | Julio César Domínguez |     |
| 5     | MED   | Alejandro Castro      |     |
| 6     | MED   | Gerardo Torrado       |     |
| 17    | MED   | Pablo Barrera         | 88' |
| 10    | MED   | Christian Giménez     |     |
| 29    | DEL   | Teófilo Gutiérrez     | 82' |
| 27    | DEL   | Javier Orozco         |     |
| D. T. | D. T. | Guillermo Vázquez     |     |

| 23    | POR   | Moisés Muñoz        |     |
| 19    | DEF   | Miguel Layún        |     |
| 3     | DEF   | Aquivaldo Mosquera  |     |
| 13    | DEF   | Diego Reyes         |     |
| 2     | DEF   | Francisco Rodríguez |     |
| 16    | DEF   | Adrián Aldrete      | 92' |
| 5     | MED   | Jesús Molina        |     |
| 26    | MED   | Juan Carlos Medina  | 88' |
| 14    | MED   | Rubens Sambueza     |     |
| 11    | DEL   | Christian Benítez   |     |
| 9     | DEL   | Raúl Jiménez        |     |
| D. T. | D. T. | Miguel Herrera      |     |

| 20 | Delantero      | Mariano Pavone | 82' |
| 8  | Centrocampista | Israel Castro  | 88' |

| 18 | Centrocampista | Christian Bermúdez | 88' |
| 7  | Delantero      | Narciso Mina       | 92' |

| 19' | Christian Giménez | 1:0 |

| 41' · 49' | Christian Giménez Alejandro Castro |

| 14' · 60' | Adrián Aldrete Aquivaldo Mosquera |

| Principal  | Jorge Pérez Durán |
| Asistentes | Héctor Delgadillo |
|            | José Santana      |
| Cuarto     | José Peñaloza     |

|                    |     |     |
| Tiros              | 6   | 25  |
| Tiros a puerta     | 3   | 6   |
| Faltas             | 18  | 11  |
| Saques de esquina  | 5   | 13  |
| Penaltis           | 0   | 0   |
| Fueras de juego    | 0   | 0   |
| Posesión del balón | 40% | 60% |

| Alineación inicial |

| 1     | POR   | Jesús Corona          |     |
| 15    | DEF   | Gerardo Flores        |     |
| 16    | DEF   | Jair Pereira          |     |
| 14    | DEF   | Luis Amaranto Perea   |     |
| 4     | DEF   | Julio César Domínguez |     |
| 5     | MED   | Alejandro Castro      |     |
| 6     | MED   | Gerardo Torrado       |     |
| 17    | MED   | Pablo Barrera         | 88' |
| 10    | MED   | Christian Giménez     |     |
| 29    | DEL   | Teófilo Gutiérrez     | 82' |
| 27    | DEL   | Javier Orozco         |     |
| D. T. | D. T. | Guillermo Vázquez     |     |

| 23    | POR   | Moisés Muñoz        |     |
| 19    | DEF   | Miguel Layún        |     |
| 3     | DEF   | Aquivaldo Mosquera  |     |
| 13    | DEF   | Diego Reyes         |     |
| 2     | DEF   | Francisco Rodríguez |     |
| 16    | DEF   | Adrián Aldrete      | 92' |
| 5     | MED   | Jesús Molina        |     |
| 26    | MED   | Juan Carlos Medina  | 88' |
| 14    | MED   | Rubens Sambueza     |     |
| 11    | DEL   | Christian Benítez   |     |
| 9     | DEL   | Raúl Jiménez        |     |
| D. T. | D. T. | Miguel Herrera      |     |

| 20 | Delantero      | Mariano Pavone | 82' |
| 8  | Centrocampista | Israel Castro  | 88' |

| 18 | Centrocampista | Christian Bermúdez | 88' |
| 7  | Delantero      | Narciso Mina       | 92' |

| 19' | Christian Giménez | 1:0 |

| 41' · 49' | Christian Giménez Alejandro Castro |

| 14' · 60' | Adrián Aldrete Aquivaldo Mosquera |

| Principal  | Jorge Pérez Durán |
| Asistentes | Héctor Delgadillo |
|            | José Santana      |
| Cuarto     | José Peñaloza     |

|                    |     |     |
| Tiros              | 6   | 25  |
| Tiros a puerta     | 3   | 6   |
| Faltas             | 18  | 11  |
| Saques de esquina  | 5   | 13  |
| Penaltis           | 0   | 0   |
| Fueras de juego    | 0   | 0   |
| Posesión del balón | 40% | 60% |

| Alineación inicial |

#### Final - Vuelta
| 23    | POR   | Moisés Muñoz        |     |
| 22    | DEF   | Paul Aguilar        |     |
| 3     | DEF   | Aquivaldo Mosquera  |     |
| 13    | DEF   | Diego Reyes         | 25' |
| 2     | DEF   | Francisco Rodríguez |     |
| 16    | DEF   | Adrián Aldrete      | 64' |
| 5     | MED   | Jesús Molina        |     |
| 26    | MED   | Juan Carlos Medina  |     |
| 14    | MED   | Rubens Sambueza     | 75' |
| 11    | DEL   | Christian Benítez   |     |
| 9     | DEL   | Raúl Jiménez        |     |
| D. T. | D. T. | Miguel Herrera      |     |

| 1     | POR   | Jesús Corona          |     |
| 15    | DEF   | Gerardo Flores        |     |
| 16    | DEF   | Jair Pereira          |     |
| 14    | DEF   | Luis Amaranto Perea   |     |
| 4     | DEF   | Julio César Domínguez |     |
| 17    | MED   | Pablo Barrera         | 84' |
| 5     | MED   | Alejandro Castro      |     |
| 8     | MED   | Israel Castro         | 24' |
| 6     | MED   | Gerardo Torrado       |     |
| 10    | MED   | Christian Giménez     |     |
| 29    | DEL   | Teófilo Gutiérrez     | 77' |
| D. T. | D. T. | Guillermo Vázquez     |     |

| 19 | Defensa        | Miguel Layún       | 25' |
| 18 | Centrocampista | Christian Bermúdez | 64' |
| 10 | Centrocampista | Osvaldo Martínez   | 75' |

| 27 | Delantero | Javier Orozco  | 24' |
| 20 | Delantero | Mariano Pavone | 77' |
| 28 | Defensa   | Rogelio Chávez | 84' |

| 88' · 90+2' | Aquivaldo Mosquera Moisés Muñoz | 1:1 2:1 |

| 20' | Teófilo Gutiérrez | 0:1 |

| Sí · Sí · Sí · Sí | Raúl Jiménez Christian Benítez Osvaldo Martínez Miguel Layún | 1:0 2:0 3:1 4:2 |

| No · No · Sí · Sí | Javier Orozco Alejandro Castro Rogelio Chávez Gerardo Flores | 0:0 1:0 2:1 3:2 |

| 52' · 62' | Rubens Sambueza Paul Aguilar |

| 3' · 17' · 51' · 57' · 74' · 74' · 89' · 118' | Alejandro Castro Israel Castro Pablo Barrera Luis Amaranto Perea Christian Giménez Teófilo Gutiérrez Jesús Corona Jair Pereira |

| 13' | Jesús Molina |

| Principal  | Paúl Delgadillo |
| Asistentes | José Camargo    |
|            | Alberto Morín   |
| Cuarto     | César Ramos     |

|                    |     |     |
| Tiros              | 27  | 9   |
| Tiros a puerta     | 8   | 4   |
| Faltas             | 20  | 19  |
| Saques de esquina  | 16  | 3   |
| Penaltis           | 0   | 0   |
| Fueras de juego    | 1   | 1   |
| Posesión del balón | 53% | 47% |

| Alineación inicial |

| 23    | POR   | Moisés Muñoz        |     |
| 22    | DEF   | Paul Aguilar        |     |
| 3     | DEF   | Aquivaldo Mosquera  |     |
| 13    | DEF   | Diego Reyes         | 25' |
| 2     | DEF   | Francisco Rodríguez |     |
| 16    | DEF   | Adrián Aldrete      | 64' |
| 5     | MED   | Jesús Molina        |     |
| 26    | MED   | Juan Carlos Medina  |     |
| 14    | MED   | Rubens Sambueza     | 75' |
| 11    | DEL   | Christian Benítez   |     |
| 9     | DEL   | Raúl Jiménez        |     |
| D. T. | D. T. | Miguel Herrera      |     |

| 1     | POR   | Jesús Corona          |     |
| 15    | DEF   | Gerardo Flores        |     |
| 16    | DEF   | Jair Pereira          |     |
| 14    | DEF   | Luis Amaranto Perea   |     |
| 4     | DEF   | Julio César Domínguez |     |
| 17    | MED   | Pablo Barrera         | 84' |
| 5     | MED   | Alejandro Castro      |     |
| 8     | MED   | Israel Castro         | 24' |
| 6     | MED   | Gerardo Torrado       |     |
| 10    | MED   | Christian Giménez     |     |
| 29    | DEL   | Teófilo Gutiérrez     | 77' |
| D. T. | D. T. | Guillermo Vázquez     |     |

| 19 | Defensa        | Miguel Layún       | 25' |
| 18 | Centrocampista | Christian Bermúdez | 64' |
| 10 | Centrocampista | Osvaldo Martínez   | 75' |

| 27 | Delantero | Javier Orozco  | 24' |
| 20 | Delantero | Mariano Pavone | 77' |
| 28 | Defensa   | Rogelio Chávez | 84' |

| 88' · 90+2' | Aquivaldo Mosquera Moisés Muñoz | 1:1 2:1 |

| 20' | Teófilo Gutiérrez | 0:1 |

| Sí · Sí · Sí · Sí | Raúl Jiménez Christian Benítez Osvaldo Martínez Miguel Layún | 1:0 2:0 3:1 4:2 |

| No · No · Sí · Sí | Javier Orozco Alejandro Castro Rogelio Chávez Gerardo Flores | 0:0 1:0 2:1 3:2 |

| 52' · 62' | Rubens Sambueza Paul Aguilar |

| 3' · 17' · 51' · 57' · 74' · 74' · 89' · 118' | Alejandro Castro Israel Castro Pablo Barrera Luis Amaranto Perea Christian Giménez Teófilo Gutiérrez Jesús Corona Jair Pereira |

| 13' | Jesús Molina |

| Principal  | Paúl Delgadillo |
| Asistentes | José Camargo    |
|            | Alberto Morín   |
| Cuarto     | César Ramos     |

|                    |     |     |
| Tiros              | 27  | 9   |
| Tiros a puerta     | 8   | 4   |
| Faltas             | 20  | 19  |
| Saques de esquina  | 16  | 3   |
| Penaltis           | 0   | 0   |
| Fueras de juego    | 1   | 1   |
| Posesión del balón | 53% | 47% |

| Alineación inicial |

| 23    | POR   | Moisés Muñoz        |     |
| 22    | DEF   | Paul Aguilar        |     |
| 3     | DEF   | Aquivaldo Mosquera  |     |
| 13    | DEF   | Diego Reyes         | 25' |
| 2     | DEF   | Francisco Rodríguez |     |
| 16    | DEF   | Adrián Aldrete      | 64' |
| 5     | MED   | Jesús Molina        |     |
| 26    | MED   | Juan Carlos Medina  |     |
| 14    | MED   | Rubens Sambueza     | 75' |
| 11    | DEL   | Christian Benítez   |     |
| 9     | DEL   | Raúl Jiménez        |     |
| D. T. | D. T. | Miguel Herrera      |     |

| 1     | POR   | Jesús Corona          |     |
| 15    | DEF   | Gerardo Flores        |     |
| 16    | DEF   | Jair Pereira          |     |
| 14    | DEF   | Luis Amaranto Perea   |     |
| 4     | DEF   | Julio César Domínguez |     |
| 17    | MED   | Pablo Barrera         | 84' |
| 5     | MED   | Alejandro Castro      |     |
| 8     | MED   | Israel Castro         | 24' |
| 6     | MED   | Gerardo Torrado       |     |
| 10    | MED   | Christian Giménez     |     |
| 29    | DEL   | Teófilo Gutiérrez     | 77' |
| D. T. | D. T. | Guillermo Vázquez     |     |

| 19 | Defensa        | Miguel Layún       | 25' |
| 18 | Centrocampista | Christian Bermúdez | 64' |
| 10 | Centrocampista | Osvaldo Martínez   | 75' |

| 27 | Delantero | Javier Orozco  | 24' |
| 20 | Delantero | Mariano Pavone | 77' |
| 28 | Defensa   | Rogelio Chávez | 84' |

| 88' · 90+2' | Aquivaldo Mosquera Moisés Muñoz | 1:1 2:1 |

| 20' | Teófilo Gutiérrez | 0:1 |

| Sí · Sí · Sí · Sí | Raúl Jiménez Christian Benítez Osvaldo Martínez Miguel Layún | 1:0 2:0 3:1 4:2 |

| No · No · Sí · Sí | Javier Orozco Alejandro Castro Rogelio Chávez Gerardo Flores | 0:0 1:0 2:1 3:2 |

| 52' · 62' | Rubens Sambueza Paul Aguilar |

| 3' · 17' · 51' · 57' · 74' · 74' · 89' · 118' | Alejandro Castro Israel Castro Pablo Barrera Luis Amaranto Perea Christian Giménez Teófilo Gutiérrez Jesús Corona Jair Pereira |

| 13' | Jesús Molina |

| Principal  | Paúl Delgadillo |
| Asistentes | José Camargo    |
|            | Alberto Morín   |
| Cuarto     | César Ramos     |

|                    |     |     |
| Tiros              | 27  | 9   |
| Tiros a puerta     | 8   | 4   |
| Faltas             | 20  | 19  |
| Saques de esquina  | 16  | 3   |
| Penaltis           | 0   | 0   |
| Fueras de juego    | 1   | 1   |
| Posesión del balón | 53% | 47% |

| Alineación inicial |

| 23    | POR   | Moisés Muñoz        |     |
| 22    | DEF   | Paul Aguilar        |     |
| 3     | DEF   | Aquivaldo Mosquera  |     |
| 13    | DEF   | Diego Reyes         | 25' |
| 2     | DEF   | Francisco Rodríguez |     |
| 16    | DEF   | Adrián Aldrete      | 64' |
| 5     | MED   | Jesús Molina        |     |
| 26    | MED   | Juan Carlos Medina  |     |
| 14    | MED   | Rubens Sambueza     | 75' |
| 11    | DEL   | Christian Benítez   |     |
| 9     | DEL   | Raúl Jiménez        |     |
| D. T. | D. T. | Miguel Herrera      |     |

| 1     | POR   | Jesús Corona          |     |
| 15    | DEF   | Gerardo Flores        |     |
| 16    | DEF   | Jair Pereira          |     |
| 14    | DEF   | Luis Amaranto Perea   |     |
| 4     | DEF   | Julio César Domínguez |     |
| 17    | MED   | Pablo Barrera         | 84' |
| 5     | MED   | Alejandro Castro      |     |
| 8     | MED   | Israel Castro         | 24' |
| 6     | MED   | Gerardo Torrado       |     |
| 10    | MED   | Christian Giménez     |     |
| 29    | DEL   | Teófilo Gutiérrez     | 77' |
| D. T. | D. T. | Guillermo Vázquez     |     |

| 19 | Defensa        | Miguel Layún       | 25' |
| 18 | Centrocampista | Christian Bermúdez | 64' |
| 10 | Centrocampista | Osvaldo Martínez   | 75' |

| 27 | Delantero | Javier Orozco  | 24' |
| 20 | Delantero | Mariano Pavone | 77' |
| 28 | Defensa   | Rogelio Chávez | 84' |

| 88' · 90+2' | Aquivaldo Mosquera Moisés Muñoz | 1:1 2:1 |

| 20' | Teófilo Gutiérrez | 0:1 |

| Sí · Sí · Sí · Sí | Raúl Jiménez Christian Benítez Osvaldo Martínez Miguel Layún | 1:0 2:0 3:1 4:2 |

| No · No · Sí · Sí | Javier Orozco Alejandro Castro Rogelio Chávez Gerardo Flores | 0:0 1:0 2:1 3:2 |

| 52' · 62' | Rubens Sambueza Paul Aguilar |

| 3' · 17' · 51' · 57' · 74' · 74' · 89' · 118' | Alejandro Castro Israel Castro Pablo Barrera Luis Amaranto Perea Christian Giménez Teófilo Gutiérrez Jesús Corona Jair Pereira |

| 13' | Jesús Molina |

| Principal  | Paúl Delgadillo |
| Asistentes | José Camargo    |
|            | Alberto Morín   |
| Cuarto     | César Ramos     |

|                    |     |     |
| Tiros              | 27  | 9   |
| Tiros a puerta     | 8   | 4   |
| Faltas             | 20  | 19  |
| Saques de esquina  | 16  | 3   |
| Penaltis           | 0   | 0   |
| Fueras de juego    | 1   | 1   |
| Posesión del balón | 53% | 47% |

| Alineación inicial |

| Campeón Clausura 2013 |
| --------------------- |
|                       |
| América               |
| 11.º Título           |